# Naudero
Naudero, Naundero ou Nodero (en ourdou : نوڈیرو) est une ville pakistanaise située dans le district de Larkana, dans le nord de la province du Sind. C'est la troisième plus grande ville du district. Elle est située à moins de vingt kilomètres au nord-est de Larkana.
La population de la ville a été multipliée par près de dix entre 1972 et 2017, passant de 6 987 habitants à 48 962. Entre 1998 et 2017, la croissance annuelle moyenne s'affiche à 2,9 %, supérieure à la moyenne nationale de 2,4 %. Selon le recensement de 2023, la population de la ville monte un peu, à 52 846 habitants.
|            | 1972 (rec.) | 1981 (rec.) | 1998 (rec.) | 2017 (rec.) | 2017 (rec.) |
| ---------- | ----------- | ----------- | ----------- | ----------- | ----------- |
| Population | 6 987       | 14 554      | 28 150      | 48 962      | 52 846      |